# Pia Wurtzbach
Pia Wurtzbach, de son nom complet Pia Alonzo Wurtzbach, née le 24 septembre 1989 à Stuttgart en Allemagne, est une actrice, mannequin, présentatrice de télévision germano-philippine, qui a été couronnée Miss Univers 2015. Elle est la 3e Miss Univers venant des Philippines, après Gloria Diaz en 1969 et Margarita Moran en 1973.

## Biographie

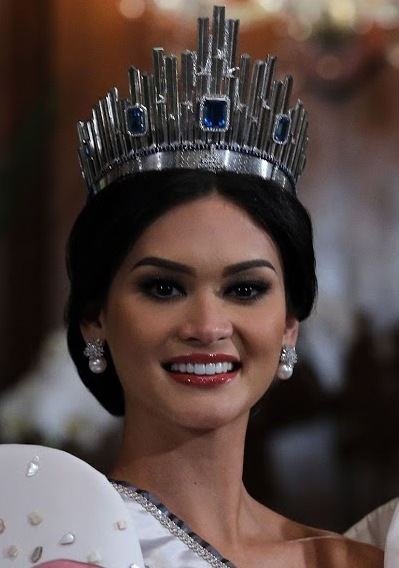
Pia en 2016.

### Naissance et jeunesse
Pia est née à Stuttgart en Allemagne, d'un père allemand et d'une mère philippine. Son deuxième prénom, Alonzo, est le nom de jeune fille de sa mère. La famille s'installe ensuite à Iligan aux Philippines et plus tard à Cagayan de Oro, où elle étudie à la maternelle de la Kong Hua School et l'école primaire de Corpus Christi.
Ses parents se séparent lorsqu'elle a 9 ans, et reçoit le soutien de sa famille en commençant le théâtre. Elle passe ensuite plusieurs années en Angleterre, avant de terminer ses études secondaires à Quezon City, dans la région métropolitaine de Manille.

### Vie privée

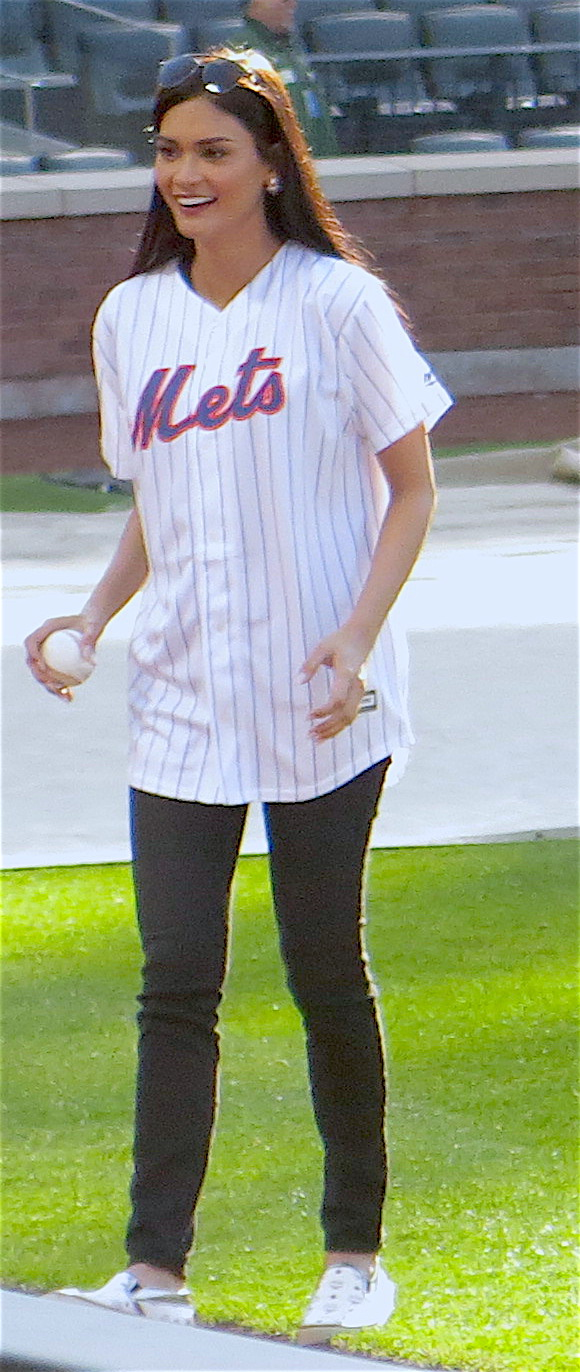
Pia à New York, en avril 2016.

Le 16 janvier 2017, Pia a confirmé avoir eu une relation avec le pilote philippino-suisse des voitures de course, Marlon Stöckinger. Ils auraient commencé à se fréquenter en octobre 2016.

### Prises de position
Bien qu'étant une catholique pratiquante, Pia a affirmé vouloir des droits pour les LGBT aux Philippines. Pia est pour le mariage homosexuel. Elle l'a affirmé peu de temps après la fusillade d'Orlando en publiant un message sur Instagram déclarant qu'elle soutenait le mariage homosexuel et le fait qu'on puisse aimer n'importe qui. Le 13 décembre 2016, Pia a rencontré l'archevêque de Manille, Luis Tagle, à la cathédrale de Manille, à Intramuros, et a rendu visite au Pape François, au Vatican à Rome.
Elle est pour l'égalité des sexes. Pia a déclaré sur Twitter qu'elle n'avait pas l'intention de se marier ou d'avoir des enfants peu de temps après son règne.

## Concours de beauté

### Miss Philippines

#### Miss Philippines 2013
Elle se présente au concours de Miss Philippines 2013, finissant quatrième dauphine et donc dans l'impossibilité de représenter son pays à un concours international. En effet, la gagnante représente son pays à Miss Univers, la première dauphine à Miss International, la deuxième dauphine à Miss Grand International et enfin la troisième dauphine à Miss Supranational. Pia, étant quatrième dauphine ne peux donc représenter son pays. Elle reçoit cependant le prix du plus beau corps.

#### Miss Philippines 2014
Elle décide de retenter sa chance au concours de Miss Philippines 2014 mais termine dixième de la compétition et est donc demi-finaliste. Elle reçoit cependant deux prix pendant la compétition, celui de Miss Philippines Airlines et le She's So Jag Award.

#### Miss Philippines 2015

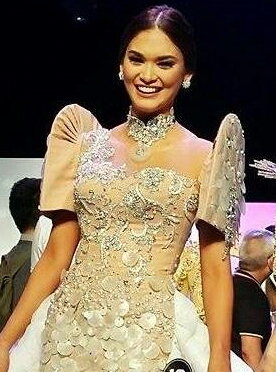
Pia lors du concours de Miss Philippines 2015, le 15 mars 2015.

Encouragée par toute sa famille, elle se représente à l'élection de Miss Philippines 2015. Elle reçoit lors de la soirée le prix de Miss Cream Silk et remporte la compétition, le 15 mars 2015. Elle gagne le droit de représenter son pays au concours de Miss Univers 2015.
Lors de la partie questions et réponses du concours, elle a été interrogée par Leni Robredo, qui lui pose cette question :  « Les médias sociaux sont maintenant un outil très puissant pour la communication. Pouvez-vous nous dire ce que vous pensez de la censure ? » À cette question, elle répond :
"Je pense que nous devrions faire attention à ce que nous publions en ligne, principalement nos pensées et nos opinions. Nous devons faire attention à nos selfies, et à tout ce que nous publions. Alors pensez toujours avant de cliquer."

### Miss Univers

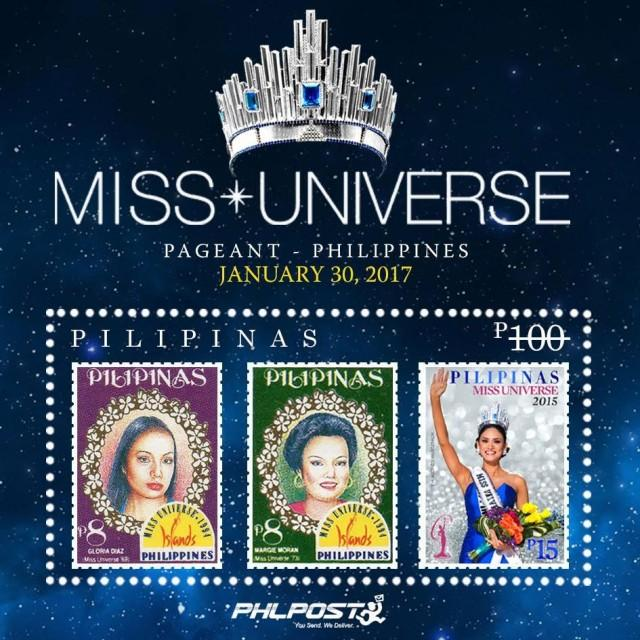
Une photo représentant les 3 Miss Univers venant des Philippines depuis le début du concours.

Elle représente les Philippines au concours de Miss Univers 2015, à Las Vegas, dans le Nevada, aux États-Unis, le 20 décembre 2015. Pia est qualifiée d'abord pour le Top 15, puis pour le Top 10. Après l'annonce des 5 finalistes, dans lesquelles Pia est qualifiée, Steve Harvey, le présentateur, lui pose une question. Il lui demande : « Cette année, il y a eu une controverse aux Philippines au sujet de la réouverture d'une base militaire dans votre pays. Pensez-vous que les États-Unis peuvent avoir une base militaire dans votre pays ? » Elle répond : 
"Je pense que les États-Unis et les Philippines ont toujours eu de bonnes relations entre eux. Nous avons été colonisés par les Américains et nous avons conservé leur culture dans nos traditions jusqu'à nos jours et je pense que nous sommes très accueillants avec les Américains et je n'y vois aucun problème."
Après l'annonce des 3 finalistes, dans lesquelles Pia est qualifiée, le présentateur pose une dernière question « Pourquoi devrais-tu être la prochaine Miss Univers ? » Elle répond : 
"Être une Miss Univers est à la fois un honneur et une responsabilité. Si je devais être Miss Univers, j'utiliserai ma voix pour influencer les jeunes, et je les sensibiliserais à certaines causes comme la sensibilisation au VIH qui est opportune et pertinente pour mon pays. Je veux montrer au monde et à l'univers qu'on peut être confiante et belle avec un cœur." 

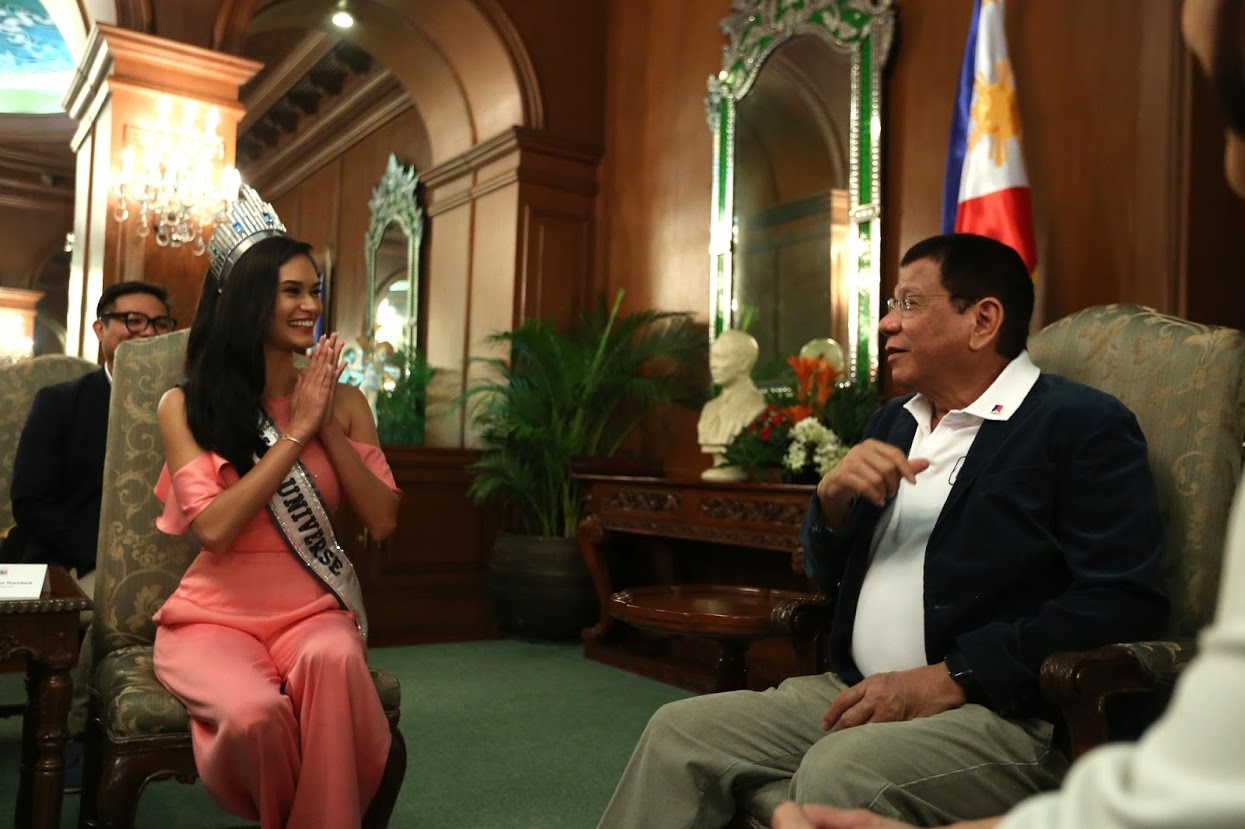
Pia rencontrant le président des Philippines, Rodrigo Duterte en juillet 2016.

Pia est ensuite élue Miss Univers, après que Steve Harvey se soit trompé de Miss en annonçant, par erreur, Ariadna Gutiérrez comme Miss Univers. Il est remonté sur scène pour annoncer son erreur, alors qu'Ariadna avait été couronnée. Paulina Vega, Miss Univers 2014, a eu la lourde tâche d'enlever la couronne de la tête de la colombienne pour la mettre sur la tête de Pia.
Lors de son année de Miss Univers, Pia a voyagé en Indonésie, au Canada, au Pérou, en Équateur, aux îles Caïmans, en Thaïlande, en Panama, aux Émirats Arabes Unis, à Singapour, aux États-Unis et dans son pays d'adoption, les Philippines.

## L'après concours de beauté
Pia a transmis sa couronne à la française Iris Mittenaere, le 30 janvier 2017. 
Le 29 janvier 2017, elle a révélé avoir signé un contrat avec la société Miss Univers. Elle continue donc de travailler pour cette société, précisément dans la sensibilisation et la communication via les réseaux sociaux.
Il a également été révélé qu'elle serait juge dans une émission de mode philippine.
En 2017, elle a joué aux côtés de Vice Ganda et Daniel Padilla dans un film philippin, nommé Gandarrapiddo: The Revenger Squad. Ce film signe son retour au cinéma, après une interruption de six ans dans sa carrière d'actrice. 
Pia a été présente à l'élection de Miss Univers 2017, en tant que juge, deux ans après son année de règne.
Le 3 mai 2017, elle a été nommée ambassadrice de l'ONUSIDA pour l'Asie et le Pacifique.
Elle a joué dans un film, intitulé My Perfect You, aux côtés de Gerald Anderson, qui est sorti le 14 mars 2018.

## Filmographie

### Télévision
| Année                          | Titre                   | Rôle             | Notes            | Source |
| ------------------------------ | ----------------------- | ---------------- | ---------------- | ------ |
| 2002–2006 ; 2011; 2017–présent | ASAP                    | Elle-même        |                  | [ 1 ]  |
| 2002                           | K2BU                    | Jewel            |                  |        |
| 2003–2004                      | It Might Be You         | Allison/Mary Lou |                  |        |
| 2005                           | Maalaala Mo Kaya        | Sœur de Cecille  |                  |        |
| 2005-2006                      | Bora: Sons of the Beach | Pia              |                  |        |
| 2006                           | Sa Piling Mo            | Julia            |                  |        |
| 2011                           | Maalaala Mo Kaya        | Elaine           | 3 épisodes       |        |
| 2011                           | Maalaala Mo Kaya        | Michelle         |                  |        |
| 2012                           | Maalaala Mo Kaya        | Marilou          |                  |        |
| 2012                           | Aryana                  | Dikya/Jelay      | Invitée spéciale |        |
| 2012                           | Third Eye               | Sari             |                  |        |
| 2012                           | Maalaala Mo Kaya        | Elle-même        |                  |        |
| 2012                           | It's Showtime           | Elle-même        | Invitée          | [ 2 ]  |

### Film
| Année | Titre                            | Rôle                           | Notes                                   | Source |
| ----- | -------------------------------- | ------------------------------ | --------------------------------------- | ------ |
| 2003  | Kung Ako Na Lang Sana            | Chari (jeune)                  | Appelé Pia Romero et non Pia Wurtzbach. |        |
| 2004  | All My Life                      | Sarah                          | Appelé Pia Romero et non Pia Wurtzbach. |        |
| 2006  | All About Love                   | Carmi                          | Appelé Pia Romero et non Pia Wurtzbach. |        |
| 2017  | Gandarrapido: The Revenger Squad | Cassandra Mariposque / Kweenie | Personnage principal.                   |        |
| 2018  | My Perfect You                   | Abie Marie Garcia Molina       | Personnage principal.                   | [ 3 ]  |